# Barringtonia petiolata
Barringtonia petiolata är en tvåhjärtbladig växtart som beskrevs av Albert Charles Smith. Barringtonia petiolata ingår i släktet Barringtonia och familjen Lecythidaceae.
Artens utbredningsområde är Fiji. Inga underarter finns listade i Catalogue of Life.